# Жалонер

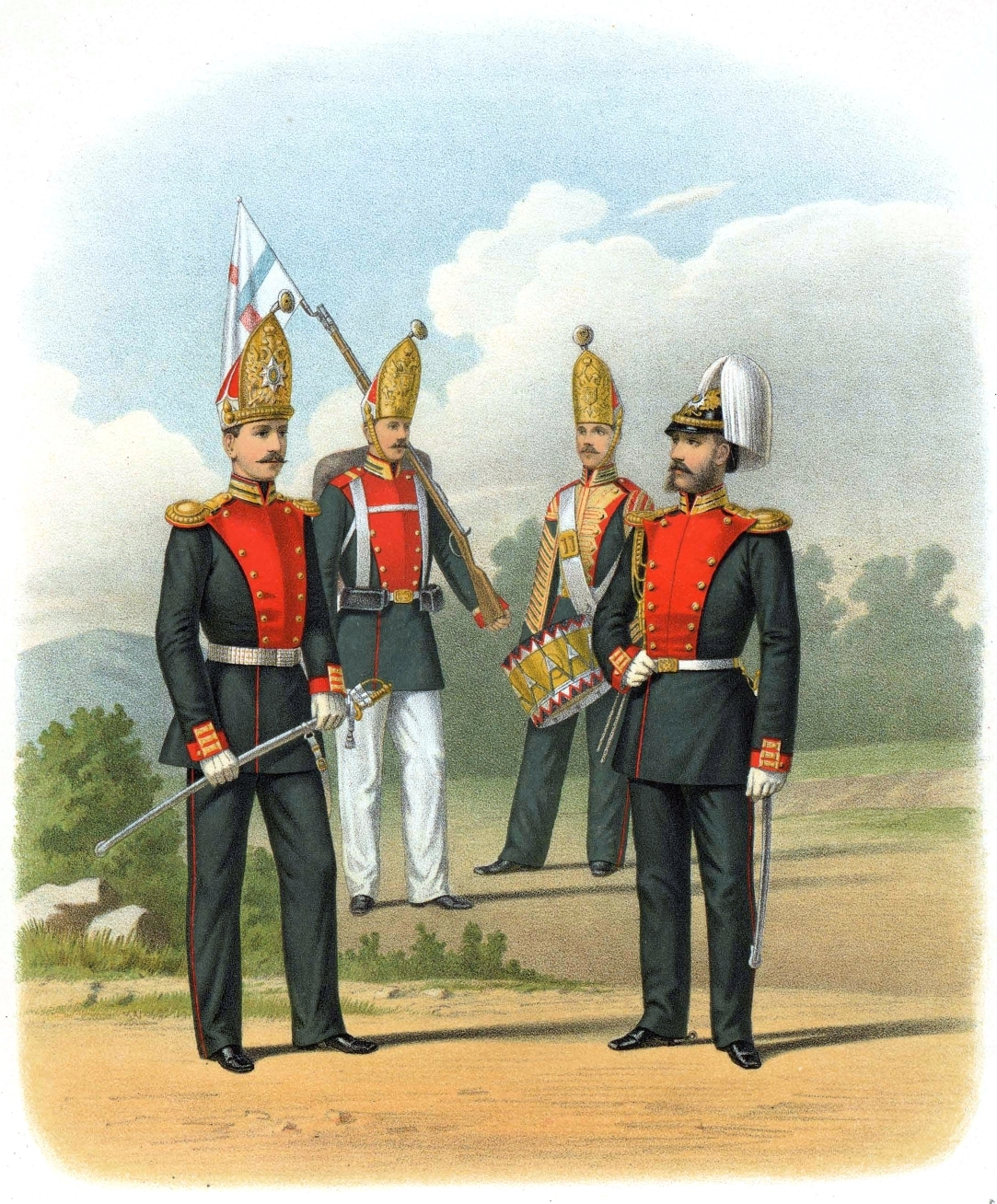
Лейб-гвардії Павловський полк, 1873–1876 обер-офіцер у парадній формі, жалонер у звичайній стройовій формі, барабанщик у парадній формі, ад'ютант у святковій формі

Жалоне́р (рос. жалонёр, фр. jalonneur, від jalonner — «намічати лінію віхами») — нижній чин піхоти у Російській імперії, який носить в строю на багнеті кольоровий прапорець (жалонерський значок), що слугує вказівником місця батальйону чи роти та позначає лінію при шикуванні військ.

## Жалонери в Російській імперії
Жалонери російською армією були запозичені в англійців за поданням І. І. Дибича в 1819 році та вперше введені при головному штабі 1-ї армії. А у 1821 році жалонерські команди були введені у всіх піхотних полках (1 офіцер та по одному жалонеру на батальйон і роту).
Жалонери мали наступні значки:
- батальйонні — всі однакові: чорно-помаранчево-білі з номером батальйону римськими цифрами в середині помаранчевої смуги;
- ротні — тло за кольором комірів (в армії за кольором клапанів на комірах, в стрілецьких частинах малинове, в інженерних — коричневе), горизонтальні смужки (батальйонні): у 1-х батальйонах — червоні, у 2-х — сині, в 3-х — білі, в 4-х — зелені; вертикальні смужки (ротні): в 1-х рядах — червоні, у 2-х — сині, в третьому — білі, в 4-х — зелені.

Жалонерські значки пристібалися до багнетних піхов гачками. У 1898 році жалонерів було перейменовано в лінійних, під такою назвою вони існували по одному на батальйон (батальйонний лінійний в головних ротах батальйонів) і на кожну роту (ротний лінійний); тоді ж було скасовано посаду жалонерського офіцера.
У минулому службі жалонерів надавалося велике значення та влаштовувалися особливі жалонерські вчення.